# Gli anni miei raccontano
vorrei rinascere sì ma un universo più in là
in mezzo a gente che ama e che comprende
che non ti giudicherà ma che ti assolve 
se hai un cuore degno di lei...»
Gli anni miei raccontano è un brano musicale di Renato Zero proveniente dal ventinovesimo album in studio Alt, pubblicato nel 2016.

## Descrizione
Pur non essendo stato estratto come singolo fu il primo brano dell'album Alt ad essere eseguito, in anteprima assoluta, dal cantante durante l'ultima serata del Festival di Sanremo 2016. Il brano è quello di chiusura dell'album Alt ed è stato eseguito durante il tour 2016-2017 ed è stato poi inserito negli album dal vivo Arenà - Renato Zero si racconta e Alt in Tour.